# Giunio Pomponio Ammonio
Giunio Pomponio Ammonio (in latino  Iunius Pomponius Ammonius; fl. 367) è stato un senatore e politico romano, che ricoprì la prestigiosa carica di praefectus Urbi di Roma.

## Fonti epigrafiche
La sua vita è attestata da un'iscrizione ritrovata e poi perduta, che lo identifica come vir clarissimus e appunto praefectus Urbi; l'iscrizione era sulla base di una statua più antica che Ammonio fece ricollocare, forse nelle Terme Deciane.
Una seconda iscrizione da Ostia/Portus collega Ammonio e il prefetto dell'annona Flavio Splendonio Aufidio alla riparazione del pons Matidiae, crollato per la sua vecchiaia.
Una terza iscrizione, conservata nei depositi delle Terme di Caracalla, è riconducibile ad Ammonio e lo collega al periodo di regno comune di Valentiniano I e Valente (prima dell'elevazione al trono di Graziano), ovvero tra il 364 e il 367; l'iscrizione sarebbe relativa a un intervento sull'Aqua Claudia che alimentava le Terme Deciane sull'Aventino.

## Magistratura
Alcune considerazioni sulla sequenza dei praefecti Urbi già nota collocano la magistratura di Ammonio tra maggio e agosto del 367. In questo caso, la sua nomina sarebbe giunta in un periodo molto turbolento per la città di Roma, sconvolta dalle lotte delle fazioni che sostenevano due diversi vescovi di Roma, Damaso e Ursino, che aveva già causato la rimozione di diversi praefecti Urbi. Considerazioni sull'onomastica di Ammonio ne suggeriscono un'origine gallica, e quindi la sua nomina sarebbe stata una scelta di affidare l'ordine pubblico di Roma a un politico super partes, non invischiato nelle dinamiche di potere della città.
Malgrado la breve durata del suo incarico, Ammonio seguì la politica imperiale, volta alla manutenzione e al restauro delle infrastrutture e dei monumenti, come testimoniato dal fatto che le tre iscrizioni a lui riconducibili contengono tutte e tre riferimenti alla ricollocazione di una statua, alla ricostruzione di un ponte e al restauro di un acquedotto e delle terme da esso alimentate (su cui era intervenuto, senza dubbio in un'operazione concertata ad alto livello, anche un predecessore di Ammonio, Gaio Ceionio Rufio Volusiano Lampadio).